# Seznam medailistů na mistrovství světa v biatlonu – závod s hromadným startem mužů
Seznam medailistů na mistrovství světa v biatlonu ze závodu s hromadným startem mužů představuje chronologický přehled stupňů vítězů v závodech s hromadným startem mužů na 15 km.
Na program světového šampionátu byl poprvé zařazen v roce 1999.

| Rok  | Dějiště              | Zlato                | Stříbro                | Bronz                  |
| ---- | -------------------- | -------------------- | ---------------------- | ---------------------- |
| 1999 | Oslo                 | Sven Fischer         | Władimir Draczew       | Ole Einar Bjørndalen   |
| 2000 | Oslo                 | Raphaël Poirée       | Pawieł Rostowcew       | Ole Einar Bjørndalen   |
| 2001 | Pokljuka             | Raphaël Poirée       | Ole Einar Bjørndalen   | Sven Fischer           |
| 2002 | Oslo                 | Raphaël Poirée       | Sven Fischer           | Frode Andresen         |
| 2003 | Chanty-Mansijsk      | Ole Einar Bjørndalen | Sven Fischer           | Raphaël Poirée         |
| 2004 | Oberhof              | Raphaël Poirée       | Lars Berger            | Siergiej Konowałow     |
| 2005 | Hochfilzen           | Ole Einar Bjørndalen | Sven Fischer           | Raphaël Poirée         |
| 2007 | Anterselva           | Michael Greis        | Andreas Birnbacher     | Raphaël Poirée         |
| 2008 | Östersund            | Emil Hegle Svendsen  | Ole Einar Bjørndalen   | Maxim Čudov            |
| 2009 | Pchjongčchang        | Dominik Landertinger | Christoph Sumann       | Ivan Čerezov           |
| 2011 | Chanty-Mansijsk      | Emil Hegle Svendsen  | Jevgenij Usťugov       | Lukas Hofer            |
| 2012 | Ruhpolding           | Martin Fourcade      | Björn Ferry            | Fredrik Lindström      |
| 2013 | Nové Město na Moravě | Tarjei Bø            | Anton Šipulin          | Emil Hegle Svendsen    |
| 2015 | Kontiolahti          | Jakov Fak            | Ondřej Moravec         | Tarjei Bø              |
| 2016 | Oslo                 | Johannes Thingnes Bø | Martin Fourcade        | Ole Einar Bjørndalen   |
| 2017 | Hochfilzen           | Simon Schempp        | Johannes Thingnes Bø   | Simon Eder             |
| 2019 | Östersund            | Dominik Windisch     | Antonin Guigonnat      | Julian Eberhard        |
| 2020 | Anterselva           | Johannes Thingnes Bø | Quentin Fillon Maillet | Émilien Jacquelin      |
| 2021 | Pokljuka             | Sturla Holm Laegreid | Johannes Dale          | Quentin Fillon Maillet |
| 2023 | Oberhof              | Sebastian Samuelsson | Martin Ponsiluoma      | Johannes Thingnes Bø   |
| 2024 | Nové Město na Moravě | Johannes Thingnes Bø | Andrejs Rastorgujevs   | Quentin Fillon Maillet |
| 2025 | Lenzerheide          | Endre Strømsheim     | Sturla Holm Laegreid   | Johannes Thingnes Bø   |
| 2027 | Otepää               |                      |                        |                        |